# تپه کل گندم کش
تپه کل گندم کش مربوط به دوره نوسنگی - دوره صفوی است و در شهرستان کهگیلویه، روستای محمدآباد واقع شده و این اثر در تاریخ ۲۳ بهمن ۱۳۸۰ با شمارهٔ ثبت ۴۷۳۹ به‌عنوان یکی از آثار ملی ایران به ثبت رسیده است. این تپه در کنار کاروانسرای محمدآباد قرار دارد که یکی از قدیمی ترین کاروانسراهای ایران است.کاروانسرای محمدآباد در 10 کیلومتری جاده قدیم دهدشت–بهبهان، در یک کیلومتری شمالشرقی روستای محمدآبادقرار دارد. کاروانسرا نزد اهالی منطقه "کَل گَندُمکَشی"نامیده میشود. کَل یعنی نیم و ویرانه، از آن جهت که برخی آن را ویرانه فرض میکنند و گندمکشی، به واسطه گردنه مشرف بر آن، که مسیر انتقال غلات این منطقه، به شمار میرفته است. بدین جهت به کَل گندمکَشی موسوم است. گردنه گندمکشی، میاندید خوبی را برای تشخیص راه ارتباطی در دوران گذشته، برای رهگذران فراهم میساخته، بطوریکه  اگر در این محل رو به سوی باختر ایستاده باشیم، دقیقا روبروی ما تنگتکاب( که مرز میان بهبهان با کهگیلویه است) و پشت سرِ ما، تنگ پیرزال قابل مشاهده است. رودخانه بُوا در ضلع غربی و در فاصله تقریباً 15 متری، نزدیکترین منبع آب به کاروانسرا است که در تمامی فصول سال، آب در آن جریان دارد گر چه در فصل زمستان، چشمههای آبِ نزدیکی بنا، از دل کوه میجوشد و در دوره پهلوی و دو دهه نخست دوره جمهوری اسلامی، آب آشامیدنی روستائیان و عشایر، از چاهی در 100 متری شمال کاروانسرا، تامین میشد( سپیدنامه و صالحی کاخکی، 1400).